# Vanda chlorosantha
Vanda chlorosantha (лат.) — вид однодольных растений рода Ванда (Vanda) семейства Орхидные (Orchidaceae). Под текущим таксономическим названием был описан американским ботаником Эриком Элстоном Кристенсоном в 1992 году.
Синонимичное название-базионим — Trudelia chlorosantha Garay.

## Распространение
Эндемик Бутана.

## Ботаническое описание
Хамефит.
Эпифитное растение небольшого размера.
Листья линейно-продолговатые, желобчатые.
Соцветие несёт 2—3 цветка; прицветники острые, треугольной формы.